# Семь-из-девяти

Седьмая-из-девяти до деассимиляции

Седьмая-из-девяти́ (англ. Seven of Nine), полное имя — Седьмая-из-девяти́, Трети́чное Дополне́ние Унима́трицы Ноль — Оди́н (Seven of Nine, Tertiary Adjunct of Unimatrix Zero One), урождённая Анника Хэнсен (Annika Hansen) — персонаж сериала «Звёздный путь: Вояджер», «деассимилированный» представитель псевдо-расы борг. Впервые появляется в 1 серии 4 сезона сериала (серия «Скорпион»).

## Биография
Анника появилась на свет в колонии Федерации Тендара, и была единственной дочерью эксцентричных экзобиологов Магнуса и Эрин Хансен. Несмотря на свою принадлежность к расе людей, она никогда не была на Земле.
Её родители профессионально изучали существование борг, и, после долгих уговоров, Федерация предоставила Хансенам в помощь для их исследования малый корабль USS «Raven» (англ. «Ворон»). Когда Аннике было три, они отправились на их поиски. В конце концов, они столкнулись с кубом боргов и последовали за ним через трансвекторный канал в Дельта-квадрант, регион их происхождения. Им удалось собрать много научных данных о биологии дронов боргов и природе Коллектива, двигаясь незамеченными через пространство Боргов благодаря многоадаптивной защите, изобретенной Магнусом Хансеном.
Когда Аннике было шесть, на «Ворона» обрушился ионный шторм. Корабль получил повреждения, в том числе повреждение многоадаптивной защиты, которая вышла из строя на 13,2 секунды. Это позволило борг обнаружить их и зафиксировать как цель для ассимиляции. Хансены попытались уклониться от преследования, маскируя варп-след «Ворона», но безуспешно. Они и их дочь были немедленно захвачены и ассимилированы недалеко от пространства Б’омар.
Аннику поместили в камеру созревания, где коллективный разум начал перестраивать её синаптические пути и уничтожать её индивидуальность. Пять лет спустя, в 2361 году, она появилась как дрон борг. Следующие тринадцать лет она провела в Коллективе под обозначением Семь из Девяти. Как дрон, она участвовала в ассимиляции миллионов, от отдельных людей до целых видов.
В начале 2368 года Семь из Девяти вместе с тремя другими дронами из её униматрицы потерпела крушение на планете в Дельта-квадранте. Другие дроны, которые были ассимилированы во взрослом возрасте, начали восстанавливать свою индивидуальность после отделения от Коллектива Боргов, но Семь испугалась, так как не знала ничего, кроме жизни как дрон. Она насильно связала других дронов в временный коллектив, чтобы подавить их личности, и вскоре их забрали. Семь из Девяти оставалась дроном Боргов до 2374 года, когда была освобождена.
Всего в коллективе борг Седьмая-из-девяти провела 18 лет. За это время она стала специалистом в астрометрии, трансварповой теории, временно́й механике, кулинарии, инженерии, а также экспертом по технологиям борг.
После того, как её схватили люди на борту «Вояджера», ей удалили бо́льшую часть имплантатов. Левый глаз Доктор заменил имплантатом.

## После «Вояджера»
Несмотря на то, что официальные сюжеты «Звездного пути» ограничиваются фильмами и сериалами «Paramount», история Седьмой из Девяти продолжилась в цикле романов «Звёздный путь: Следующее поколение» (англ. Star Trek: New Frontier) Питера Дэвида, где она становится ключевой фигурой в борьбе против борг.
Роман «Перед позором» рассказывает о событиях, имевших место после «Звёздного пути: Возмездие».
Джейнвэй была ассимилирована коллективом борг и стала их новой королевой. Седьмой-из-девяти при помощи Джорди Ла Форжа, посла Спока и остальной части команды «Enterprise-E» удаётся починить Машину судного дня (также известную как Убийца планет), смертельное устройство, нейтрализованное в «Оригинальном сериале» (серия «Машина Судного дня»), и она становится её новым жителем, сливающимся с сознанием её других жителей как несколько более мягкая версия коллектива Борг. Назвав себя Seven of the One, она планирует использовать Убийцу планет против Борг, поскольку это оружие было разработано, чтобы победить их. Седьмая переводит Убийцу планет к Солнечной системе, где и происходит сражение. Борг удаётся поглотить Убийцу планет. Седьмая обращается к сознанию Джейнвэй, похороненному глубоко за пределами её разума. В момент краткого контакта Джейнвэй снижает мощность запущенной установки, и вирус разрушает куб Борг. Хотя у Седьмой получается сбежать, Джейнвэй погибает.
Во время последнего вторжения на территорию Федерации коллектива борг Седьмая-из-девяти служила советником президента по вопросам, связанным с Коллективом и их тактикой. Благодаря усилиям экипажей кораблей Звёздного флота USS «Aventine», USS «Enterprise», USS «Titan» и инопланетянина Силиэра (Caeliar) угроза, исходящая от борг, была уничтожена, а Коллектив был воспринят коллективным разумом Силиэра. После этого все имплантаты у уцелевших борг прекратили функционировать, а Седьмая снова стала человеком по имени Анника Хэнсен.
В событиях Звёздный путь: Пикар становится известно, что Седьмая — рейнджер фенриса. Раскрывается её трагическая судьба: из-за предательства, Ичеб оказывается похищен и подвергается вивисекции с целью изъятия имплантатов боргов. Из милосердия, Седьмой приходится убить Ичеба, что приводит к её психологическому слому. Она скитается от одной планеты в другую, находит и ликвидирует преступников.
В третьем сезоне сериала Звездный путь: Пикар она становится капитаном NCC — 1701 — G USS ENTERPRISE!

## Одежда
После деассимиляции Седьмая первоначально носила облегающий серебристый костюм. Вскоре её заменила тёмно-красная, фиолетовая, затем коричнево-синяя одежда.
Исключение обтягивающим костюмам составляет униформа Звёздного флота, которую она носит в серии «Относительность». Также, в серии «Смертельная игра», Седьмая, как гражданское лицо из 1940-х, надевает на себя футуристическое, но изящное платье, в «Unimatrix Zero» она появляется в розовой рубашке и серых штанах, в «Человеческой ошибке» она носит платье и униформу Звёздного флота.